# Jackson Guitars
La Jackson Guitars è un'azienda che produce chitarre elettriche originariamente fondata da Grover Jackson, già socio di Wayne Charvel nella Charvel, prima di acquisirne l'intera proprietà. È nota soprattutto per il modello a "V", la "Jackson Rhoads", originariamente progettata e usata dal chitarrista Randy Rhoads. Dal 2002 è un marchio della Fender.

## Storia
Originariamente Grover Jackson iniziò come socio in affari di Wayne Charvel nella sua piccola ditta di riparazioni e personalizzazione di chitarre, per poi diventarne l'unico proprietario nel 1978. L'idea del marchio Jackson Guitars, accanto a quello Charvel, nacque nel 1981, quando Grover Jackson costruì con questo marchio un modello di chitarra su commissione di Randy Rhoads, che voleva una chitarra esclusiva dalla forma a "V", ispirata alla celebre Gibson Flying V. In realtà Rhoads, all'epoca chitarrista solista dei Quiet Riot, si era già rivolto al dipendente della Charvel Karl Sandoval per la costruzione di una chitarra sullo stile della Flying V, ma con uno sfondo nero a pallini bianchi. Questa chitarra personalizzata, chiamata "Polka Dot V", divenne lo strumento principale del chitarrista durante l'ultimo periodo con i Quiet Riot nel 1979 e durante il primo tour con il nuovo progetto di Ozzy Osbourne del 1980 (gran parte del materiale di Blizzard of Ozz fu registrato proprio con questo modello). Dopo il tour, quindi, Rhoads si rivolse direttamente a Grover Jackson per farsi costruire un'altra chitarra personalizzata. I due ne disegnarono una sempre dalla forma a "V" di colore bianco, ma in questo caso con le punte asimmetriche e acuminate. Questo modello venne completato in circa un mese da Tim Wilson, dipendente della Charvel, e venne chiamato "Concorde". Tuttavia, all'epoca Jackson reputava quella forma particolare non in linea con i modelli più tradizionali e apprezzati già realizzati con il marchio Charvel, quindi preferì produrla con il nuovo marchio Jackson Guitars. Lo stesso modello Flyng V originale della Gibson, del resto, era stato prodotto in origine tra il 1957 e il 1959 in poche decine di esemplari, molti dei quali erano rimasti invenduti e lo stesso Jimi Hendrix aveva ripreso il modello nel 1967, ma ancora una volta questa forma rivoluzionaria non aveva ricevuto molti consensi.

Ora però i tempi erano cambiati. Rhoads successivamente richiese altri due modelli, con alcune variazioni tecniche, e grazie al grande successo del chitarrista il marchio Jackson cominciò a essere riconosciuto soprattutto nell'ambito della scena heavy metal. Nonostante l'improvvisa morte di Randy Rhoads nel marzo 1982, in un incidente aereo a Leesburg, quando le altre due chitarre richieste dal chitarrista erano ancora in fase di costruzione, Jackson decise comunque di avviare la produzione in serie del modello progettato con lui a partire dal 1983, con il nome di Jackson Rhoads. Inaspettatamente questa nuova chitarra, la prima di serie marchiata Jackson Guitars, ottenne un successo enorme, diventando il modello di punta della casa produttrice e ancora oggi il più venduto.
Durante gli anni vennero fatte diverse modifiche alla chitarra: venne introdotto il ponte mobile e più avanti ancora venne incluso il sistema Floyd Rose, mentre l'attenzione verso il marchio cresceva con il crescere della scena heavy metal di Los Angeles. Nacquero così altri modelli Jackson, come la Jackson Kelly, disegnata dal chitarrista Bradford Kelly, degli Heaven, insieme a Mike Shannon della Charvel/Jackson, e ispirata alla celebre Gibson X-plorer. In seguito, un altro chitarrista, Robbin Crosby della heavy metal band Ratt, si rivolse alla Charvel/Jackson per farsi costruire un modello ispirato alla Flying V della Jackson Rhoads, ma con le punte di uguale lunghezza, poi prodotto in serie col nome di Jackson King V. Grazie al successo di questi gruppi e alle forme rivoluzionarie di questi strumenti così usati nella scena heavy metal, la Jackson acquisì un proprio peso autonomo e distinto dalla Charvel sulla scena dei produttori di chitarre. Inoltre la famosa paletta a punta, caratteristica del marchio, divenne largamente imitata da altre case.
La produzione Jackson prese quindi piede nella seconda metà degli anni ottanta e in seguito vennero progettati anche altri modelli di ispirazione più classica. Gli strumenti furono realizzati inizialmente a Glendora e dal 1986 in un nuovo stabilimento a Ontario. Sempre nel 1986 fu avviata anche la produzione giapponese, finché nel 1989 il marchio fu ceduto insieme alla Charvel alla giapponese AMIC. Nel 2002 la Charvel/Jackson fu quindi ceduta alla Fender.
Le chitarre Jackson hanno avuto successo soprattutto per i modelli dalle forme particolari ed estreme, spesso con una forma spigolosa, molto popolari nella musica hard rock ed heavy metal degli anni ottanta e novanta.

## Chitarre Jackson
- Jackson Rhoads chitarra a 'V' ispirata dalla storica Gibson Flying V, ma asimmetrica e con le punte acuminate. Venne esteticamente disegnata dall'omonimo chitarrista.
- Jackson Soloist chitarra dalla forma classica, 24 tasti e costruzione neck-thru.
- Jackson Dinky chitarra simile alla Soloist, generalmente più economica, con manico avvitato e non neck-thru.
- Jackson Kelly una versione più slanciata e squadrata della Gibson Explorer, venne resa popolare da Marty Friedman, anche se quest'ultimo poi abbandonò il modello. Il modello venne progettato dal chitarrista Bradford Kelly degli Heaven.
- Jackson King V chitarra a 'V' ispirata dalla storica Gibson Flying V, ma più squadrata e con le estremità appuntite al contrario di quest'ultima. Il modello, molto simile alla Randy Rhoads ma con le punte di ugual lunghezza, venne creato per Robbin Crosby dei Ratt nel 1984. Anche il Frontman dei Megadeth Dave Mustaine si identificò con questa chitarra, e venne prodotto anche il suo modello.
- Jackson rr3, modello economico della Jackson Randy Rhoads prodotto in Giappone con componenti più economici della rr1 (quest'ultima prodotta negli USA).
- Jackson Warrior, un modello molto aggressivo, che al contrario delle altre, conserva una forma unica di casa Jackson (anche se effettivamente simile alla B.C. Rich Stealth).
- Jackson Kelly Star, un modello ibrido tra la Kelly e la Randy Rhoads, venne prodotta solo in un periodo limitato nel 2000/2001, è molto difficile da trovare.
- Jackson Y2KV, un modello puramente ispirato alla Gibson Flying V, reso anch'esso popolare da Dave Mustaine dei Megadeth.